# Petroica phoenicea
Petroica phoenicea là một loài chim trong họ Petroicidae.